# Merici Szent Angéla
Merici Szent Angéla (Desenzano, 1474. március 1. – Brescia, 1540. január 27.) katolikus szent, ünnepnapját január 27-én tartják. A római katolikus egyházon belül ő élesztette újjá a diakonissza mozgalmat a hagyományos apácarendek mellett.

## Élete
Angéla 1474-ben a Garda-tó melletti Desenzanóban született egyszerű emberek gyermekeként. Tízéves korában elveszítette szüleit, nővérével együtt a szomszédos Salòban élő nagybátyjuk vette magához. A kislányok elválaszthatatlanul ragaszkodtak egymáshoz. Szívesen játszottak „kolostorost”, ilyenkor két „karban” imádkoztak zsoltárokat. Nővérének váratlan halála súlyos csapásként érte Angélát. A gyermeki játékokat lassan fölváltották a komoly, a tökéletességre törekvést szolgáló gyakorlatok. Először, hogy remete lehessen, megszökött otthonról, de nagybátyja hazavitte. Akkor belépett Szent Ferenc harmadrendjébe, és azon volt, hogy az evangéliumi tanításokat minél tökéletesebben valóra váltsa.
Huszonkét éves korában meghalt a nagybátyja, ő pedig visszatért Desenzanóba. Ott felfigyelt arra, hogy a legtöbb gyermek iskolai és hitbeli képzés nélkül nőtt fel.  Akkoriban még nem volt iskolakötelezettség de a szegény emberek meg sem tudták volna fizetni gyermekeik iskoláztatását. Maguk a szülők is többnyire teljesen tudatlanok voltak, még a vallásos hit dolgaiban is.
Angéla barátnőivel többször megvitatta ezt a helyzetet. Ezek a fiatal nők sem befolyással, sem vagyonnal nem rendelkeztek. Angéla lelkesedése azonban magával ragadta őket és mind kijelentették, hogy készek segíteni neki. Már akkor kitűnt, hogy Angélának határozott tehetsége van mások vezetésében és irányításában. Kiegészítette ezt kellemes megjelenése és megnyerő lénye.
Barátnőivel hozzálátott, hogy a szomszédok leánygyermekeit összegyűjtse és hittanra tanítsa. E tevékenysége következtében meghívást kapott a közeli Bresciába, hogy ott is hozzon létre valami hasonlót. Egy nemes házaspár szívesen befogadta. Vendéglátói révén megismerkedett a város jelentősebb családjaival és egyre többen gyűltek köréje, hogy munkájában segítségére legyenek.
Angéla azonban nemcsak tanított. Szegényeket és betegeket látogatott, valamint a kézművesek műhelyeit is felkereste. Működése nyomán sokan megtértek és sikerült ősi ellenségeskedéseket is megszüntetnie.
Látóköre egyre tágult. Kezdetben csak a szegény lányok hitoktatása volt a szándéka de lassan a nők teljes nevelésére és formálására is kiterjedt figyelme. A kiteljesedett reneszánsz kora volt ez, amikor az emberek a kereszténység előtti antik világ ideáljai felé fordultak. A komoly értékek felszínre hozása mellett azonban egyesek szerint egyre inkább lazultak is az erkölcsök. Az erkölcsi megújulás érdekében szükségessé vált a családokkal, elsősorban az asszonyokkal és anyákkal való törődés. Angéla ebben ismerte fel saját működési területét.
Szeretett zarándoklatra járni. Időről időre felkereste hazájának egy-egy szentélyét, s minden alkalommal a szellemi energiák új lendületét hozta magával.
Életének egyik kiemelkedő eseménye volt a Szentföldre tett zarándoklat 1524-ben. Útközben Kréta szigetén hirtelen elveszítette szeme világát. Erős lélekkel elhárította el a gondolatot, hogy visszatérjen, s mélységes összeszedettségben elvégezte a zarándoklatot. Hazatérőben pedig ugyanazon a helyen hirtelen visszanyerte látását.
Egy évvel később (1525) – szentév volt. Immár ötvenévesen Rómába zarándokolt, hogy elnyerje a jubileumi búcsút. VII. Kelemen pápa magánkihallgatáson fogadta. Olyan nagy hatással volt egyénisége a pápára, hogy az Rómában akarta tartani. Angéla azonban érezte, hogy Bresciában még nagy feladat vár rá, s erről a pápát is meg tudta győzni.
Egyelőre azonban nem sokat tudott tenni, mert hazaérkezése után háború tört ki: V. Károly császár serege bevonult Bresciába és a terület kiürítése miatt Angéla néhány társával együtt kénytelen volt Cremonába távozni. Csak négy év múlva állt annyira helyre a béke, hogy visszatérhetett.
Bresciában ekkor közösségbe fogta össze segítőtársait. Közülük tizenketten Angélával együtt laktak, a többiek a családjuknál maradtak. Olyasmi lebegett Angéla szeme előtt amit ma világi intézménynek neveznénk. Elgondolása szerint a lányok Isten és az Egyház szolgálatának szentelik magukat de a világban maradnak és rendi ruházat nélkül, koruk viseletében járva végzik munkájukat az iskolákban és a plébániákon. Elsősorban az egyszerű, szegény nép leányait nevelné, akikkel senki sem törődött akkoriban.
1535-ben 28 leány Istennek szentelte magát és csatlakozott Angéla művéhez. Ezzel a lépésükkel azonban annyira megelőzték korukat, hogy nem találtak megértésre.
Az ősegyházban a diakonisszák jelentős szerepkört töltöttek be: a beteg nőket még meg is áldoztathatták. Az 5. század folyamán azonban eltűnt ez az intézmény és egy évezreden keresztül az Istennek élő nők csak a szigorú klauzúrát ismerték. VIII. Bonifác pápa 1298-ban kijelentette: „Ezen rendelkezésünkkel megparancsoljuk, hogy az összes apácák és közülük minden egyes személy, bármilyen rendbe tartoznak is, mostantól fogva állandó klauzúrában éljenek kolostoraikban”.
Sok egyházi méltóság elképzelhetetlennek tartotta, hogy Istennek szentelt nők a világban éljenek és rendszeres apostoli munkát végezzenek. A Merici Angéla által kidolgozott szabályzatot a veronai püspök engedélyezte ugyan és később a pápa is jóváhagyta de ez a szabadság nem sokáig tartott.
Társasága, amelyet Szent Orsolya oltalma alá helyezett – később ezért nevezték őket orsolyitáknak – eleinte még az alapítónő szellemében dolgozott tovább. De alig néhány évvel halála után klauzúra alá helyezték őket. 1566-ban a Szentszék elrendelte minden olyan női rend feloszlatását, amely nem klauzúrás és nem ünnepélyes fogadalmas. Az orsolyiták is kénytelenek voltak szerzetesruhát ölteni. A rend Angélának köszönhető előretörését azonban már nem lehetett teljesen visszafordítani. Az orsolyiták számára a klauzúra csak a közös ima szempontjából lett kötelező. Ez pedig már hatalmas újításnak számított az addigi gyakorlattal szemben.
Angéla 1540. január 27-én szentség hírében halt meg Bresciában. Sírja hamarosan zarándokhely lett, Borromei Károly bíboros sokat fáradozott boldoggá avatása érdekében. Mindazonáltal Angélát több mint 250 évvel a halála után avatták szentté és még később terjesztették ki ünnepét az egész egyházra. Alapos oka volt ennek: elgondolásai túlságosan modernek voltak. Abban a korban, amikor a rendi szabályzatok megmerevedtek és megváltoztathatatlanoknak látszottak, Angéla arra biztatta segítőtársait, hogy „alkalmazkodjanak mindig az adott korhoz, még akkor is, ha ehhez a szabályok megváltoztatása szükséges”. Azokban az időkben, amikor a nevelés szinte embertelenül szigorú volt, Angéla ezt írta lelki lányainak: „Könyörögve kérlek titeket, arra törekedjetek, hogy lányaitokat szeretettel kapcsoljátok magatokhoz, szelíd és jóságos kézzel vezessétek őket, ne parancsolgatva vagy szigorúsággal. Ez más szóval azt jelenti, hogy felszabadítjuk a lelkeket, ha a gyengékbe és bátortalanokba bátorságot öntünk, szeretettel intjük őket, mindenkinek példánkkal prédikálunk, és hirdetjük nekik azt a nagy örömet, amely ott fenn készen vár rájuk”.
Merici Szent Angela ünnepét 1861-ben vették fel a római naptárba, május 31-ére. Amikor a Boldogságos Szűz királynői méltóságának ünnepét erre a napra tették (1955), Angélát áthelyezték június 1-jére, majd 1969-ben halála napjára, január 27-ére.

## Látomása
Egy 1506-os látomása következtében fordult a gyermekek felé és szentelte életét a keresztény pedagógiának. E látomását a desenzanói templom mennyezetének freskóján örökítették meg. Szülőföldjének tavánál egy helyet látott, melyről egy létra emelkedett egészen az égig. E létrán angyalok és leányok jártak föl és alá. Angéla ebből arra következtetett, hogy neki olyan művet kell létrehoznia, amely ehhez a létrához hasonlít.
Nagy beleérző képességével Angéla nemcsak a fiatalokhoz talált utat, sugárzó egyénisége nagy hatással volt a felnőttekre is.
Egy róla szóló történet szerint két patrícius elkeseredett ellenségeskedésben élt Bresciában. A herceg és a püspök hiábavalóan fáradozott kibékítésükön. Angéla viszont alig szólt hozzájuk pár szót a feszületre mutatva és elszállt minden gyűlöletük. Átölelték egymást és hűséges barátokká váltak.